# Кинематограф Литвы
Кинематограф Литвы — кинопроизводство и киноискусство Литвы.

## Зарождение
Рождение литовского кинематографа относится к 1909 году. Первые короткие фильмы появились благодаря американскому литовцу Антанасу Рачюнасу (лит. Antanas Račiūnas), который снимал виды своей родной деревни, а также Владиславу Старевичу, автору первого короткометражного кинофильма «Prie Nemuno» («У Немана», 1909). 

## Первая республика
Первая новостная лента появилась в 1921 г. и была снята Феогниюсом Дунаевасом (лит. Feognijus Dunajevas), с 1932 г. хроники регулярно снималась операторами-любителями (С. Уздонас, С. Вайналавичюс, А. Жибас и др.)
Первые кинопроизводства и киношколы возникли в 1926 году. В 1927 году короткометражка „Rūpestingas tėvas“ была произведена в кинокомпании „Lietfilm“. Самыми важными кинорежиссёрами этого времени были Юргис Линартас (лит. Jurgis Linartas) и Владас Стипайтис (лит. Vladas Stipaitis). Наиболее яркими фильмами стали короткометражная комедия «Врач поневоле» (1927), «Литовский солдат» (1928) и фильм «Оните и Йонялис» (1931) („Onytė ir Jonelis“), снятые в кинокомпании „Akis“, («Глаз»).
В 1938 снят первый литовский кукольный фильм «Сон толстяка» (оператор А. Жибас, художник Стасис Ушинскас).

## В СССР
В 1940 году была основана «Студия хроникальных и документальных фильмов» в Каунасе (тогдашней временной столице), а в 1941 — корреспондентский пункт кинохроники в Вильнюсе. Во время немецкой оккупации они были закрыты. В 1956 г. студию в Вильнюсе переименовали в «Литовскую киностудию».
Первый советский фильм «Marytė» (о партизанке Марите Мельникайте) с литовскими актёрами и композитором был снят на Мосфильме. До 1956 г. все литовские фильмы производились в сотрудничестве с другими советскими киностудиями. В год производилось от трех до четырёх художественных фильмов и около 40 документальных (главными режиссёрами этого кино были Робертас Верба, Генрикас Саблевичюс и Петрас Абукевичюс).
В середине 50-х в литовский кинематограф пришли выпускники ВГИКа.
В 1957 г. был снят первый фильм силами только литовских кинематографистов — «Голубой Горизонт» («Žydrasis horizontas», реж. Витаутас Микалаускас (лит. Vytautas Mikalauskas)).
Одним из ярких фильмов 50-х явился фильм «Адам хочет быть человеком» (1959), реж. Витаутас Жалакявичюс. Он получил несколько призов.
Появлялись фильмы, выигрывавшие награды на различных кинофестивалях. Фильм «Никто не хотел умирать» (1965) Жалакявичуса выиграл несколько всесоюзных премий, картина «Это сладкое слово — свобода!» (1972) — получила золотой приз на VIII ММКФ и призы на международных фестивалях, на фестивалях отметились «Живые Герои» (1960) — в Карловых Варах, «Девочка и эхо» — в Локарно, награждены режиссёры Раймондас Вабалас, Алгимантас Пуйпа, Робертас Верба и др.
В конце 80-х начало появляться независимое кино. Первая независимая студия «Kinema» была основана режиссёром Шарунасом Бартасом (лит. Šarūnas Bartas) в 1987 г. Другим известным режиссёром стал основатель студии «Nominum» в 1992 — Арунас Мателис (лит. Arūnas Matelis).

## Кино современной Литвы
После распада СССР и восстановления Литвой независимости (начало 1990-х), государственное финансирование кинопроцесса резко уменьшилось, стали появляться мелкие киностудии. В течение этого времени производилось около 10 документальных и 2 художественных фильмов ежегодно.
Наиболее известные режиссёры — Витаутас Жалакявичус, автор «Зверь, выходящий из моря» (1992) и Альгимантас Пуйпа (лит. Algimantas Puipa), получивший приз «Ecumenical Jury Prize» на фестивале в Любеке, а также приз «Grand Jury Prize» на Фестивале в Руане (фр. Festival du Cinéma Nordique) за фильм «Vilko dantų karoliai» («Ожерелье из волчьих зубов», 1997).
К ведущим современным режиссёрам можно отнести Раймундаса Баниониса (сын Донатаса Баниониса), Шарунаса Бартаса и Кристину Буожите, к популярным кинохитам — чёрную комедию «Зеро 2» (2010) Эмилиса Вевилиса, военную мелодраму «Вильнюсское гетто» (2006) Аудрюса Юзенаса, док. фильм «Перед возвращением на Землю» (2005) Арунаса Мателиса, эпическая драма «Жальгирис — день железа» (2011).
В 2010 г. основана Литовская киноакадемия.